# Goera ramosa
Goera ramosa är en nattsländeart som beskrevs av Yang och Armitage 1996. Goera ramosa ingår i släktet Goera och familjen grusrörsnattsländor. Inga underarter finns listade i Catalogue of Life.